# Pokolgép 35 Jubileumi Koncert
Az Pokolgép 35 Jubileumi koncert a Pokolgép zenekar 2020-ban megjelent koncert DVD-je amely a GrundRecords gondozásában, 2020 szeptemberében jelent meg. A felvétel, az együttes 35 éves jubileumi koncertjén készült, a Papp László Budapest Sportarénában.
Ez  a zenekar első koncert DVD-je : Az utolsó merénylet eredetileg VHS-en jelent meg (csak 2012-ben jelenhetett meg DVD-n), a Live és az Újratöltve anyagok képanyaga nem került kiadásra, a 30 éves jubileumi koncert anyagának kiadása pedig továbbra is bizonytalan.
Ugyanakkor ez az első koncert kiadvány a zenekar 2014 óta dolgozó felállásával is. A felvétel további érdekessége, hogy csak a koncert fele kapott rajta helyet: a Rudán Joe által énekelt A harang értem szól, valamint a klasszikus felállás műsora, illetve a ráadás nem került rögzítésre, mivel a korábbi tagok azt nem igényelték. További érdekesség, hogy a háttér vetítéseket, a vágást, és a képi utómunkálatokat, az  informatikus végzettségű dobos, Kleinesel Márk készítette. Az album hanganyaga a kiadó jóvoltából elérhetővé vált a YouTube-on és a streamingszolgáltatóknál (Deezer, Spotify), valamint az év végén, egyező dalsorrenddel CD formátumban is. 2023 végén a koncert filmanyaga elérhetővé vált a YouTube-on is.
Ugyanakkor ez az utolsó kiadvány Tóth Attila énekessel, akik 2024 januárjában elhagyta a zenekart.

## Az album dalai
1. Pokolgép - 3:34
2. Győzd le a gonoszt - 4:02
3. Szeretném, ha szeretnének (Ady Endre) - 4:02
4. Így szép az élet  - 4:02
5. Aki másképp él - 5:07
6. Ne köss belém! - 5:40
7. Adj új erőt! - 4:43
8. Szent István ének - 1:03
9. Ősi lázban - 5:12
10. Mennyit érsz - 4:08
11. Bon Scott emlékére - 4:03
12. Az a szép, az a szép... - 0:50
13. Ringben - 4:25
14. Éjféli harang - 9:26
15. A lázadó - 4:26
16. Átkozott nemzedék - 3:57
17. Véssétek fel - 3:56
18. Hol van a szó? - 5:16

## Közreműködők

### Pokolgép
- Tóth Attila - ének
- Kukovecz Gábor -  gitár, vokál
- Z. Kiss Zalán - gitár, vokál
- Pintér Csaba - basszusgitár, vokál
- Kleinesel Márk - dob, vágás, animációk

### Vendégek
- Péter Judit - ének (8)

## További információ
- A koncertalbum hanganyaga a GrundRecords YouTube-csatornáján